# 노명주의 골든디스크
노명주의 골든디스크는 MBC경남 진주 FM4U(진주 FM 97.7㎒, 거창, 함양 FM 96.1㎒)에서 매일 오전 11시부터 낮 12시까지 방송했던 경남 서부지역의 팝 음악전문 라디오 프로그램이다. 2020년 12월 31일 자로 6년만에 폐지되었다.

## 프로그램 소개
- 올드팝에서 최신 팝까지 다양한 계층을 아우르는 음악과 사람들의 삶의 이야기가 어우러지는 시간 음악과 이야기가 있는 힐링 타임

## 코너소개
노명주의 골든디스크는 매일, 요일별로 다양한 코너로 구성되어 있다.

### 매일
- 황혜숙의 음악수다 : 황혜숙 영화 음악 감독과 함께 인디밴드에서 인기 있는 가수까지 다양한 장르의 음악을 전하고 비하인드 스토리를 통해 음악을 좀 더 깊이 알가 가는 시간.
- 오승철의 오팝 : 오승철씨와 함께 나누는 즐겁고 재미있는 팝 이야기 팝송들을 재밌게 재해석하고 음악 관련 퀴즈도 풀어보는 시간.
- 해피투게더 : 주말에 영화를 보듯 영화이야기와 영화 속 OST를 전하며 주말을 더욱 풍성하게 만들어주는 시간.
- 빌보트 차트 : 지난 빌보트 차트를 정리하며 주옥같은 선율을 함께 나눠보는 시간.

## 같이 보기
- MBC경남 진주방송
- MBC FM4U
- FM 골든디스크